# Teorema de Carathéodory
En la rama del análisis matemático una parte relevante es la denominada teoría de la medida, la cual estudia la medida de conjuntos y les asigna un valor a estos. En la vida cotidiana medimos o clasificamos los conjuntos según su longitud, superficie o volumen, incluso utilizamos otras magnitudes como la densidad, peso, viscosidad, dureza y muchas otras características que puedan ocurrírsenos. En matemáticas los conjuntos se pueden separar en aquellos que pueden medirse y aquellos que no; intuitivamente podemos pensar que esto es absurdo, puesto que todo conjunto tiene una de estas medidas mencionadas recientemente, pero lo cierto es que existen numerosos más conjuntos no medibles que medibles, que a priori no encontramos en la naturaleza, y estos no medibles son incluso difícil de definir explícitamente en muchos casos.
Puesto que una medida es una aplicación como veremos más adelante, pueden existir varias medidas; una destacable es la medida de Lebesgue en la que se asientan las bases de la integral de Lebesgue.
Para comprender el teorema de Carathéodory es aconsejable recordar el concepto o definición de medida.
Definición: Una medida en un conjunto X es una aplicación {\displaystyle \mu :M\longrightarrow [0,+\infty ]}, donde M es una {\displaystyle \sigma }-álgebra en X. tal que:
```
(i) 

  

    

      

        
μ

        
(

        
∅

        
)

        
=

        
0

      

    

    
{\displaystyle \mu (\emptyset )=0}

  

```

```
(ii) 

  

    

      

        
σ

        
−

        
a

        
d

        
i

        
t

        
i

        
v

        
i

        
d

        
a

        
d

      

    

    
{\displaystyle \sigma -aditividad}

  

     Dados 

  

    

      

        

          

            
E

            

              
j

            

          

        

      

    

    
{\displaystyle {E_{j}}}

  

 sucesión de M i 

  

    

      

        

          
E

          

            
j

          

        

        
∩

        

          
E

          

            
k

          

        

        
=

        
∅

      

    

    
{\displaystyle E_{j}\cap E_{k}=\emptyset }

  

, 

  

    

      

        
1

        
≤

        
j

        
≤

        
k

        
⇒

        
μ

        
(

        

          
⋃

          

            
j

            
=

            
1

          

          

            
∞

          

        

        

          
E

          

            
j

          

        

        
)

        
=

        

          
∑

          

            
j

            
=

            
1

          

          

            
∞

          

        

        
μ

        
(

        

          
E

          

            
j

          

        

        
)

      

    

    
{\displaystyle 1\leq j\leq k\Rightarrow \mu (\bigcup _{j=1}^{\infty }E_{j})=\sum _{j=1}^{\infty }\mu (E_{j})}

  

 Si 

  

    

      

        
μ

        
:

        
M

        
⟶

        
[

        
0

        
,

        
+

        
∞

        
]

      

    

    
{\displaystyle \mu :M\longrightarrow [0,+\infty ]}

  

 es una medida en X, decimos que 

  

    

      

        
(

        
X

        
,

        
M

        
,

        
μ

        
)

      

    

    
{\displaystyle (X,M,\mu )}

  

 es un espacio de medida.
```

Definición: (Medida exterior) Una medida exterior en X es una aplicación {\displaystyle \mu ^{\ast }:\wp (X)\longrightarrow [0,+\infty ]} que cumple tres propiedades:
```
(i) 

  

    

      

        

          
μ

          

            
∗

          

        

        
(

        
∅

        
)

        
=

        
0

      

    

    
{\displaystyle \mu ^{\ast }(\emptyset )=0}

  

```

```
(ii) Si 

  

    

      

        
A

        
⊂

        
B

        
⊂

        
X

        
⇒

        

          
μ

          

            
∗

          

        

        
(

        
A

        
)

        
≤

        

          
μ

          

            
∗

          

        

        
(

        
B

        
)

      

    

    
{\displaystyle A\subset B\subset X\Rightarrow \mu ^{\ast }(A)\leq \mu ^{\ast }(B)}

  

(iii) 

  

    

      

        
σ

      

    

    
{\displaystyle \sigma }

  

-subaditividad
      Si 

  

    

      

        
{

        

          
A

          

            
j

          

        

        

          
}

          

            
j

            
≥

            
1

          

        

      

    

    
{\displaystyle \{A_{j}\}_{j\geq 1}}

  

 
sucesión
 de 

  

    

      

        
℘

        
(

        
X

        
)

      

    

    
{\displaystyle \wp (X)}

  

 entonces 

  

    

      

        

          
μ

          

            
∗

          

        

        
(

        

          
⋃

          

            
j

            
=

            
1

          

          

            
∞

          

        

        

          
A

          

            
j

          

        

        
)

        
≤

        

          
∑

          

            
j

            
=

            
1

          

          

            
∞

          

        

        

          
μ

          

            
∗

          

        

        
(

        

          
A

          

            
j

          

        

        
)

      

    

    
{\displaystyle \mu ^{\ast }(\bigcup _{j=1}^{\infty }A_{j})\leq \sum _{j=1}^{\infty }\mu ^{\ast }(A_{j})}

  

```

Propiedad: Toda medida en X, definida en {\displaystyle \wp (X)}, es una medida exterior en X. (El recíproco no es cierto).
Es por ese motivo que las medidas exteriores son más fáciles de construir que las medidas. Para construir la medida de Lebesgue lo que se hace es, construir una medida exterior, denominada medida exterior de Lebesgue, ya que es más fácil de construir y utilizando el teorema de Carathéodory podemos definir la medida de Lebesgue con la que se asientan las bases de la integral de Lebesgue.

## Teorema de Carathéodory
Sea {\displaystyle \mu ^{\ast }} una medida exterior en X. Un subconjunto {\displaystyle A\subset X} se dice {\displaystyle \mu ^{\ast }}-medible si {\displaystyle \mu ^{\ast }(B)=\mu ^{\ast }(B\cap A)+\mu ^{\ast }(B\setminus A)} para todo {\displaystyle B\subset X}. El conjunto {\displaystyle M\subset \wp (X)} formado por todos los conjuntos {\displaystyle \mu ^{\ast }}-medibles es una {\displaystyle \sigma }-álgebra en X y {\displaystyle \mu =\mu _{|M}^{\ast }} ({\displaystyle \mu ^{\ast }} restringida en {\displaystyle M}) es una medida en X.
Además, {\displaystyle \{E\in M:\mu (E)=0\}=\{A\subset X:\mu ^{\ast }(A)=0\}}
En particular, {\displaystyle \mu } es una medida completa, es decir, si {\displaystyle E\in M} y {\displaystyle \mu (E)=0} entonces todo {\displaystyle E'\subset E} también cumple {\displaystyle E'\in M} y {\displaystyle \mu (E')=0}.
Es relevante destacar que el teorema muestra también cómo construir la medida exterior a partir de una medida cualquiera definida en una semi-álgebra (como, por ejemplo, los intervalos semiabiertos en {\displaystyle \mathbb {R} }). Así, si la medida definida en la semiálgebra es {\displaystyle \nu }, la medida exterior estará dada por {\displaystyle \mu ^{\ast }(A)=\inf\{\sum _{A_{i}\in \mathbb {A} }\nu (A_{i}):\mathbb {A} \in {\mathcal {R}}(A)\}}, donde {\displaystyle {\mathcal {R}}(A)=\{\mathbb {A} \subset \mathbb {P} (X):|\mathbb {A} |=|\mathbb {N} |,A\subseteq \bigcup (A_{i}:A_{i}\in \mathbb {A} )\}}
En el caso particular de {\displaystyle \mathbb {R} }, la semiálgebra es {\displaystyle S=\{(a,b]:a,b\in \mathbb {R} \}}, y la medida sobre ella está dada por {\displaystyle \nu ((a,b])=b-a}.